# Mute (film)
Mute  è un film del 2018 diretto da Duncan Jones.
Il film, con protagonisti Alexander Skarsgård, Paul Rudd e Justin Theroux, è considerato da Jones un "sequel spirituale" del film del 2009 Moon.

## Trama
Nella Berlino del 2052, il barista muto Leo Beiler è alla ricerca di Naadirah, la sua fidanzata scomparsa nel nulla in circostanze misteriose. La sua ricerca lo porta nelle profondità di una città segnata dall'immigrazione, dove si imbatte in due bizzarri chirurghi americani.

## Promozione
Il primo trailer è stato diffuso il 30 gennaio 2018.

## Distribuzione
Il film è stato distribuito a livello internazionale da Netflix a partire dal 23 febbraio 2018.

## Accoglienza

### Critica
Il film è stato accolto in maniera negativa dalla critica.